# 도키와촌 (시가현)
도키와촌(常盤村)은 일본 시가현 구리타군에 설치되었던 촌이다. 현재의 구사쓰시의 북쪽에 해당한다.